# أبراهام داربي الأول
أبراهام داربي الأول (بالإنجليزية: Abraham Darby I) كان صناعياً إنجليزياً عاش في الفترة ما بين 14 أبريل 1678 إلى 5 مايو 1717؛ وكان أول من عرف بهذا الاسم من بين عدة رجال من خلفه ممن حملوا هذا الاسم أيضاً.
ولد أبراهام لعائلة كانت معروفة بانتمائها إلى جمعية الأصدقاء الدينية، كما كان لها جذور نبيلة.
```
تمكن أبراهام من تطوير عملية لإنتاج 
الحديد الغفل
 في 
الفرن اللافح
 باستخدام 
فحم الكوك
 مصدراً حرارياً عوضاً عن 
الفحم النباتي
، ففي سنة 1709 تمكّن داربي من تطوير أوّل فرنٍ من هذا النوع في مدينة 
برمنغهام
 البريطانية.
[
4
]
 وكانت تلك خطوة فاصلة ساهمت في دفع عجلة التطور الصناعي ولعبت دوراً مهماً في 
الثورة الصناعية
.
```